# Meganephria albodiscata
Meganephria albodiscata là một loài bướm đêm trong họ Noctuidae.